# Киллиам, Абдулла
Абдулла Киллиам (имя при рождении Уильям Генри Киллиам, также был известен как Анри Марсель Леон и Харун Мустафа Леон; 10 апреля 1856 — 23 апреля 1932) — перешедший из христианства в ислам британец, который основал первую в Англии мечеть и исламский центр.

## Биография
Родился 10 апреля 1856 года в Ливерпуле в богатой семье. Большую часть раннего периода жизни провёл на острове Мэн в методистском окружении. Окончил колледж короля Вильгельма и Ливерпульский институт.
В 1878 году получил квалификацию юриста, специализировался на уголовном праве. «Liverpool Weekly Courier» называет его «неофициальный главный прокурор Ливерпуля». Участвовал во многих громких делах. В 1879 году женился на Ханне Джонстон. Являлся активистом движения трезвенников.

### Переход в ислам
В 1887 году после посещения Марокко, куда он направился для лечения, Киллиам принял ислам. После этого на деньги, пожертвованные ему наследным эмиром Афганистана Насруллой-ханом он купил здание в Ливерпуле, в котором создал Ливерпульский исламский институт. На его территории появилась первая действующая мечеть Великобритании. Впоследствии Киллиам также открыл интернат для мальчиков, школу для девочек, а также приют «Medina House», туда принимали детей из неисламских семей и растили из них мусульман. В институте были образовательные классы, в которых обучали различным предметам, также в нём были музей и научная лаборатория. Открылся институт в 1889 году.
В 1889 году Киллиам опубликовал книгу «The Faith of Islam», на страницах которого популяризировался ислам и рассказывалось о его основных постулатах. Первоначальный тираж составил 2 тысячи копий, через год были изданы ещё 3 тысячи. Помимо этого, он еженедельно издавал The Crescent (полумесяц) и ежемесячно Islamic World (Исламский мир). В 1890 году Киллиам организовал протесты пьесы Холла Кейна «Магомет». В 1891 году присутствовал на первом в Ливерпуле погребении, совершённом по исламским традициям, хоронили Майкла Холла — принявшего ислам методистского проповедника.
Султан Османской империи Абдул-Хамид II присвоил Абдулле Киллиаму титул шейх-уль ислама над британскими островами. Эмир Афганистана признал Киллиама шейхом над мусульманами Британии, также он был назначен вице-консулом в Ливерпуле.
Благодаря усилиям Киллиама многие британцы приняли ислам. Среди них были учёные Насруллах Уоррен и Хашим Уайлд, а также мэр Стэйлбриджа Роберт Решид Стэнли. Количество людей, принявших ислам вследствие непосредственного влияния Киллиама, составляет около 600 человек.
Киллиам много путешествовал и лидерами исламского мира ему были оказаны многие почести. Путешествуя, он познакомился с англоговорящими мусульманами Западной Африки и по пути в Лагос, где в 1894 году была открыта Мечеть Шитта-бея, посетил многие прибрежные города.
В последние годы Абдулла Киллиам жил в селении Онкан на острове Мэн. Умер в 1932 году в Блумсбери. Похоронен на Бруквудское кладбище в безымянной могиле. Позднее рядом с ним были похоронены Абдулла Юсуф Али, Мармадюк Пикталл и лорд Хедли.

## Политические взгляды
Киллиам считал, что мусульмане не должны воевать друг с другом в интересах европейских государств. Он осуждал британскую политику в Судане. Политические взгляды Киллима, а также его симпатии к Османской империи привели к тому, что его обвиняли в «предательстве».

## Память
В целях сохранения наследия Абдуллы Киллиама в 1996 году было создано «Abdullah Quilliam Society». Среди целей общества — восстановление Исламского института в Ливерпуле.
В 2008 году был создан фонд «The Quilliam Foundation», целью которого является борьба с исламским экстремизмом.